# Ivan Ostojić
Ivan Ostojić (in serbo Иван Остојић?; Pančevo, 26 giugno 1989) è un calciatore serbo, difensore del Napredak Kruševac.

## Carriera

### Club
Il 1º luglio 2017 viene acquistato a titolo definitivo dalla squadra ceca del Dukla Praga.

## Palmarès

### Club

#### Competizioni nazionali
- Suomen Cup: 1

HJK: 2020
- Campionato finlandese: 1

HJK: 2020